# Tecnologo in tecnologie fisiche innovative
Il tecnologo in tecnologie fisiche innovative, da non confondere con un tecnico di laboratorio, è una figura professionale che unisce aspetti dello scienziato con quelli dell'ingegnere. Nei paesi anglosassoni la figura del tecnologo (technologist) può essere sinonimo di scienziato applicato oppure ingegnere.

## Occupazioni
Il tecnologo è in grado di svolgere lavori simili a quelli di un ingegnere o uno scienziato/ricercatore. Il tecnologo riceve una formazione più orientata alle applicazioni e, lavorando in un team, può migliorare processi industriali, può gestire il controllo della qualità, effettuare analisi statistiche o risolvere problemi di produttività.